# Волфганг Херндорф
Волфганг Херндорф (на немски: Wolfgang Herrndorf) е германски писател, художник и илюстратор, автор на романи, разкази и есета.

## Биография и творчество
Волфганг Херндорф е роден на 12 юни 1965 г. в Хамбург. Следва живопис в Академията за изобразително изкуство в Нюрнберг.
Работи като илюстратор и автор за различни издателства и сатирични списания.
През 2001 г. излиза дебютният му роман „В плюшени бури“ (In Plüschgewittern). Според автора това е „юношески роман“, макар главният герой до е почти 30-годишен. Критиката отнася творбата към поп литературата. През 2008 г. преработеният роман излиза като джобно издание.
Големият писателски успех на Херндорф започва през 2010 г. с публикуването на „Чик“ (Tschick) – билдунгсроман, чиито протагонисти са на около 14-годишна възраст. Повече от една година книгата е в списъка на немските бестселъри.
През 2011 г. излиза романът „Пясък“ (Sand), който обединява белези на криминален, социален и исторически роман. През 2012 г. Херндорф получава за творбата си „Наградата на Лайпцигския панаир на книгата“.
След като през 2010 г. е диагностициран със злокачествен мозъчен тумор, Херндорф започва да си води дигитален дневник „Труд и структура“ (Arbeit und Struktur), в който описва живота си със смъртоносното заболяване. Текстът излиза като книга през 2013 г. след смъртта му.
Волфганг Херндорф сам слага край на живота си на 26 август 2013 г. в Берлин.

## Изложби
- 2015: Wolfgang Herrndorf: Bilder, Literaturhaus Berlin, 13. Juni bis 6. September 2015
- 2016: „Zitate“ – Bilder von Wolfgang Herrndorf, Literaturhaus München, 6. Juli bis 25. September 2016
- 2017: Das unbekannte Kapitel. Wolfgang Herrndorfs Bilder, im Kunsthaus Stade, 24. Juni bis 3. Oktober 2017

## Награди и отличия
- 2004: „Награда Ингеборг Бахман“ (награда на публиката)[5]
- 2008: Deutscher Erzählerpreis für Diesseits des Van-Allen-Gürtels
- 2008: Internationaler Eifel-Literatur-Förderpreis
- 2011: „Награда на Лайпцигския панаир на книгата“ (номинация)
- 2011: „Награда Клеменс Брентано“ für Tschick
- 2011: „Немска награда за детско-юношеска литература“ für Tschick
- 2012: „Награда Ханс Фалада“
- 2012: „Награда на Лайпцигския панаир на книгата“ für Sand
- 2012: „Литературна награда на Културното сдружение на немската икономика“ (проза)